# Cesare Mori - Il prefetto di ferro
Cesare Mori - Il prefetto di ferro è una miniserie televisiva italiana in due puntate co-prodotta da Artis Edizioni Digitali e Rai Fiction, diretta da Gianni Lepre, trasmessa su Rai 1 il 16 e 17 settembre 2012 in prima serata.
Vincent Pérez recita la parte di Cesare Mori, personaggio storico che, durante i primi decenni del novecento, affrontò la mafia durante il suo mandato a Trapani a partire dal 1904, fino ad essere nominato prefetto di Palermo, nel 1925.
Nella veste di prefetto di Palermo fu tra i primi a combattere la mafia siciliana. Uomo di forte personalità e carattere, a volte di metodi duri e senza compromessi, al termine della sua carriera fu nominato senatore, su indicazione di Benito Mussolini.
La miniserie in due puntate è tratta dal soggetto di Antonio Domenici, Pietro Calderoni e Gualtiero Rosella e sceneggiata dagli stessi con la partecipazione di Nicola Ravera Rafele.
Su Cesare Mori fu girato anche il film Il prefetto di ferro di Pasquale Squitieri del 1977.

## Produzione
La serie è ambientata in Sicilia, ma è stata quasi interamente girata in Puglia.  Le riprese per otto settimane in ottobre e novembre 2011 in Salento, tra Nardò (il carcere è al primo piano del chiostro dei Carmelitani - qui è avvenuto il primo ciak - e la Masseria Brusca), Lecce (Palazzo TAR), Otranto (Porto), Maglie (piazza Aldo Moro, liceo Francesca Capece, villa Zaira, Palazzo Cezzi e Palazzo arabesco Aprile) e Cavallino.
Lo sceneggiato televisivo in costume è stato realizzato con il contributo di Apulia film commission.

## Polemiche
La fiction è stata fortemente criticata per una serie di incongruenze storiche. Infatti ha ricevuto aspre critiche da parte dei senatori del Popolo delle Libertà, Alberto Balboni e Enzo Fasano, che hanno definito la fiction un’operazione grossolana non senza forzature storiche ed errori:
La storia del prefetto che combatté la mafia fino al punto di sconfiggerla, caso unico nella storia d’Italia, viene piegata a caricatura di un santino con i cattivi, così cattivi, da replicare lo schema della trattativa stato-mafia tanto in voga oggi, manco avessero affidato la consulenza ad Antonio Ingroia e Massimo Ciancimino. Il regista, gli sceneggiatori e l’apparato Rai hanno volutamente annacquato in un antifascismo di maniera quella che nella memoria storica fu la prima e vera liberazione della Sicilia dalla mafia."
Le accuse di Balboni e Fasano hanno trovato il consenso anche del Presidente del Pdl al Senato Maurizio Gasparri, che ha dichiarato:
"La Rai con questi contenuti viene meno alla sua funzione di servizio pubblico" 
Altre critiche sono arrivate dal regista Pasquale Squitieri che nel 1977 diresse per il grande schermo il film sulla vita di Mori con protagonista Giuliano Gemma. Il regista intervistato dal Secolo d’Italia ha dichiarato:
"Cominciamo col dire, per esempio, che Cesare Mori non ha mai adottato nessun bambino; ci sono dei falsi storici persino nelle canzoni; e non parliamo delle inesattezze e delle falsità per quanto riguarda i rapporti tra Mori e il fascismo delineati nella fiction. Io ho portato sul grande schermo il vero “prefetto di ferro”, il ritratto in onda sulla Rai è solo uno sceneggiato tv che potrebbe rifarsi anche a qualunque personaggio di fantasia autoriale. Vederla così sputtanata, una personalità straordinaria come quella di Cesare Mori, mi ha davvero disturbato" 